# 潘斯濂
潘斯濂（1823年—1881年），字兆瑞，別字蓮舫。廣東省南海縣人。清朝政治人物。

## 生平
潘斯濂於道光二十七年（1847年）考中丁未科二甲第三十名進士。選翰林院庶吉士，散館授翰林院編修。同治三年（1864年），任江南道監察御史。同治六年（1867年）充丁卯恩科順天鄉試同考官，歷任光祿寺少卿、山東學政。光緒元年（1875年）典乙亥恩科四川鄉試，次年典丙子恩科浙江鄉試。光緒五年（1879年），任奉天府府丞，兼任奉天學政。光緒七年（1881年）卒於任上。

## 外部連結
- 潘斯濂 （页面存档备份，存于） 中研院史語所

{{清朝政治人物小作品}}